# Ju Jingyi
Ju Jingyi (chinês tradicional: 鞠婧禕, chinês simplificado: 鞠婧祎, pinyin: Jū Jìngyī) é uma atriz, cantora e dançarina chinesa nascida em 18 de junho de 1994. Participou do grupo SNH48.
Como membro da SNH48, durante as Eleições Gerais anuais, ela foi eleita como No.4 (2014), No.2 (2015), No.1 (2016) e No.1 (2017) entre mais de 100 membros. Como atriz, ela é conhecida por seu papel no drama histórico de romance Legend of Yunxi (2018) e no drama de romance de fantasia The Legend of White Snake (2019).

## Início da vida
Ju Jingyi nasceu em 18 de junho de 1994 em Suining, Sujuão. Ela estudou na Escola de Ensino Médio Anexa do Conservatório de Música de Sujuão, especializando-se em violino, mas desistiu para fazer um teste para SNH48.

## Carreira

### 2014–2017: SNH48 e estreia como atriz
Em 18 de agosto de 2013, Ju Jingyi participou da audição para membros de segunda geração do SNH48, e foi uma das 34 meninas que se qualificaram, tornando-se um dos 31 membros oficiais da segunda geração em 5 de setembro. Ela fez sua primeira aparição pública em 21 de setembro, e começou a se apresentar semanalmente no SNH48 Dream Stage. Em novembro, ela se tornou membro da Equipe NII da SNH48. Ela participou do primeiro grande concerto do SNH48, "SNH48 Guangzhou Concert", realizado na Guangzhou International Sports Arena em 16 de novembro.
Em maio de 2014, Ju estrelou seu primeiro videoclipe, "Football Party". Ela posteriormente ficou em quarto lugar durante a primeira "General Election" do SNH48, durante a qual eles lançaram seu primeiro álbum, Mae Shika Mukanee.

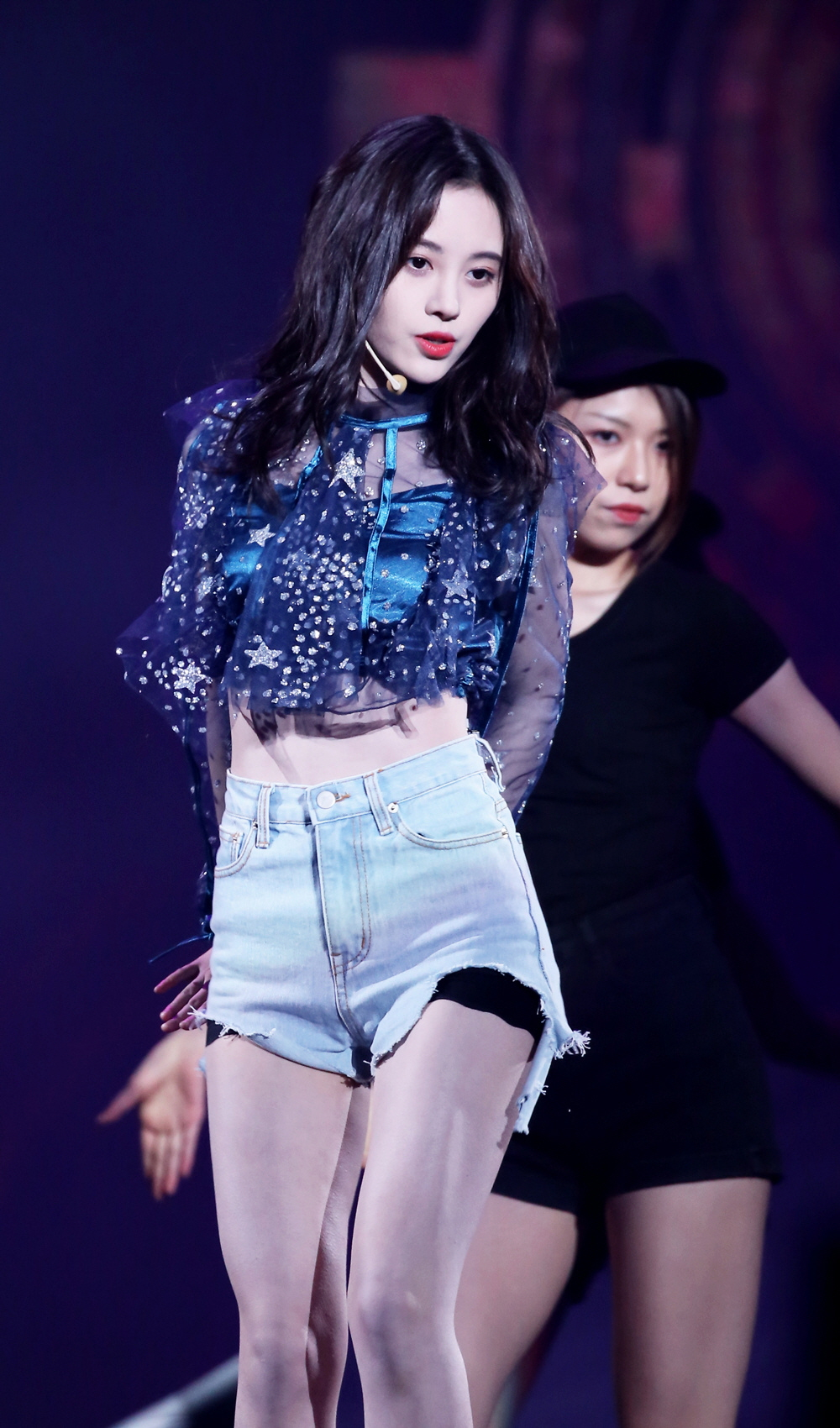
Ju no Migu Music Festival em 2017

Ju ficou em segundo lugar na segunda "Eleição Geral" da SNH48, realizada em 25 de julho de 2015. Ela se tornou membro da subunidade Seine River, juntamente com Zhao Jiamin e Li Yitong. Seu primeiro single "Sweet & Bitter" (苦与甜) foi lançado em 31 de outubro de 2015.
Em 2016, Ju fez sua estreia como atriz no drama de fantasia Novoland: The Castle in the Sky, que começou a ser exibido em julho. Ela também lançou uma trilha sonora para o drama, intitulada "Xue Fei Shuang". Em 30 de julho, durante a terceira eleição geral da SNH48, Ju ficou em primeiro lugar com mais de 230.000 votos, o maior número de votos recebidos por um membro da SNH48. Em 17 de outubro, Ju lançou seu primeiro single solo Everyday". Em 10 de dezembro, ela ganhou o prêmio de Nova Atriz de Televisão do Ano no Tencent Video Star Awards por sua atuação em Novoland: The Castle in the Sky.
Em 7 de janeiro de 2017, ela participou do terceiro Request Time do SNH48, do qual sua música "Don't Touch", executada com Zeng Yanfen e Zhao Yue, ficou em primeiro lugar, dando-lhe a oportunidade de lançar seu segundo single solo. Em 15 de fevereiro, ela assumiu seu primeiro papel principal no webdrama policial, Detective Samoyeds. A série foi um sucesso e quebrou 10 bilhões de visualizações no final de suas duas temporadas. Em maio, Ju foi anunciado como um dos destinatários da "Medalha 4 de Maio", concedida pela Liga da Juventude Comunista Chinesa (CCYL) a jovens de destaque que fizeram realizações notáveis na agricultura, pesquisa de alta tecnologia, cobertura de notícias, política e direito, exército e polícia. No mesmo mês, Ju lançou seu segundo EP, Yes Or No. Durante a quarta eleição geral da SNH48 realizada em 29 de julho, Ju ficou em primeiro lugar com 277781,3 votos, tornando-se o primeiro membro da SNH48 a ocupar a posição como o centro senbatsu por um ano consecutivo. Em agosto, ela apareceu no drama de fantasia Xuan-Yuan Sword: Han Cloud, retratando uma garota muda gentil.
Em 15 de dezembro de 2017, foi anunciado que Ju deixaria o SNH48 e continuaria as promoções como artista solo sob o Star48. Um estúdio individual e um site foram lançados para gerenciar sua carreira solo. Em 18 de dezembro, ela lançou um single solo intitulado Rain.

### 2018–presente: Carreira solo e crescente popularidade
Em 2018, Ju estrelou o drama histórico Legend of Yunxi  ao lado de Zhang Zhehan. Ela também cantou as músicas-tema para o drama, "The Fallen Flowers Turn into Mud" e "Sigh of Yunxi". A série foi um sucesso comercial e recebeu críticas positivas para o enredo alegre e doce, levando ao aumento da popularidade de Ju. No mesmo ano, Ju estrelou a comédia romântica Mr. Swimmer  ao lado de Mike Angelo. Ju também se tornou um dos jurados do programa de variedades musicais The Chinese Youth.
Em 2019, Ju estrelou a adaptação da websérie da lenda do conto folclórico chinês Lenda da Serpente Branca ao lado de Yu Menglong, interpretando o papel titular de Bai Suzhen. Ela também cantou as trilhas sonoras do drama, incluindo novas versões de canções clássicas como "Qian Nian Deng Yi Hui" (A Millennium's Wait for a Return), "Du Qing" (Passing Feelings) e "Qing Cheng Shan Xia Bai Suzhen" (Bai Suzhen sob o Monte Qingcheng). No mesmo ano, Ju estrelou como a protagonista feminina no drama de suspense de época Please Give Me a Pair of Wings  ao lado de Aaron Yan. Ju foi nomeada como uma das atrizes chinesas mais reconhecidas em web dramas pela mídia de Hong Kong, e ganhou o prêmio de Melhor Atriz no China Canada Television Festival Award por sua atuação em Legend of Yunxi. Ju entrou na lista Forbes China Celebrity 100 pela primeira vez, ficando em 94º lugar. A Forbes China também listou Ju em sua lista 30 Under 30 Asia 2019, que consistia em 30 pessoas influentes com menos de 30 anos que tiveram um efeito substancial em seus campos. Em novembro, Ju lançou seu terceiro EP intitulado Love Emergency Report.
Em 2020, Ju apareceu na Gala de Ano Novo da CCTV pela primeira vez, interpretando um esquete Like You Like Me. Ela estrelou os dramas de romance histórico In a Class of Her Own ao lado de Song Weilong e The Blooms at Ruyi Pavilion, que é a sequência não oficial de Legend of Yunxi reunindo-se com a co-estrela de Legend of Yunxi, Zhang Zhehan, e as estrelas de apoio Xu Jiaqi e Wang Youshuo. Ela ficou em 84º lugar na lista Forbes China Celebrity 100.
Em 2021, Ju deve estrelar o drama histórico de romance Rebirth for You ao lado de Joseph Zeng.

## Imagem pública
Ju tem sido referida como um "ídolo de uma vez em 4.000 anos" pelos fãs chineses desde 2014; no entanto, devido a um ligeiro erro de tradução, ela também foi chamada de "beleza uma vez em 4.000 anos" pela mídia japonesa, fazendo com que ela recebesse maior destaque e crítica.

## Discografia

### Álbuns
| Ano  | Título Inglês         | Título Chinês | Ref.   |
| ---- | --------------------- | ------------- | ------ |
| 2016 | Everyday              | 每一天        | [ 41 ] |
| 2017 | Yes or No             | 等不到你      | [ 42 ] |
| 2019 | Love Emergency Report | 恋爱告急      | [ 43 ] |

### Singles
| Ano  | Título Inglês                 | Título Chinês | Notas  |
| ---- | ----------------------------- | ------------- | ------ |
| 2017 | "Rain"                        | 分裂时差      | [ 44 ] |
| 2018 | "Don't Touch"                 | "Don't Touch" | [ 45 ] |
| 2019 | "Writing Poems in Loneliness" | 孤独与诗      |        |
| 2020 | "Winter Day"                  | 冬日          | [ 46 ] |
| 2020 | "Love Hasn't Ended"           | 爱未央        | [ 47 ] |
| 2020 | "Song of Chasing Light"       | 琢光曲        |        |
| 2021 | "Past Perfect"                | 过去完成时    |        |
| 2022 | "0.2"                         | "0.2"         |        |

### Trilhas sonoras
| Ano  | Título Inglês                      | Título Chinês  | Album                               | Notas/Ref.                 |
| ---- | ---------------------------------- | -------------- | ----------------------------------- | -------------------------- |
| 2015 | "Fate Ends in the World"           | 缘尽世间       | Mo Tian Ji OST                      | com Zhao Jiamin e Xu Jiaqi |
| 2016 | "Fighting Day"                     | "Fighting Day" | Hot Girl OST                        | [ 49 ]                     |
| 2016 | "Drunk Fei Shuang"                 | 醉飞霜         | Novoland: The Castle in the Sky OST | [ 9 ]                      |
| 2018 | "The Fallen Flowers Turn into Mud" | 落花成泥       | Legend of Yunxi OST                 | [ 23 ]                     |
| 2018 | "Sigh of Yunxi"                    | 叹云兮         | Legend of Yunxi OST                 | [ 24 ]                     |
| 2018 | "Please Answer If You Heard"       | 听到请回答     | Mr. Swimmer OST                     |                            |
| 2018 | "Missing You"                      | 想你了         | Mr. Swimmer OST                     | [ 50 ]                     |
| 2019 | "Eternal"                          | 天长           | Legend of Qingyun OST               | [ 51 ]                     |
| 2019 | "A Millennium's Wait for a Return" | 千年等一回     | The Legend of White Snake OST       | [ 30 ]                     |
| 2019 | "Passing Feelings"                 | 渡情           | The Legend of White Snake OST       | [ 30 ]                     |
| 2019 | "Bai Suzhen under Mount Qingcheng" | 青城山下白素贞 | The Legend of White Snake OST       | [ 30 ]                     |
| 2019 | "A Pair of Wings"                  | 一双翅膀       | Please Give Me a Pair of Wings OST  | [ 52 ]                     |
| 2020 | "Dream Journey"                    | 梦的旅航       | Love and Producer OST               | [ 53 ]                     |
| 2020 | "Ancient Painting"                 | 古画           | The Blooms at Ruyi Pavilion OST     |                            |
| 2020 | "Fu Rong"                          | 芙蓉           | The Blooms at Ruyi Pavilion OST     |                            |
| 2020 | "Dreams Crossing"                  | 梦渡           | The Blooms at Ruyi Pavilion OST     | com Henry Huo              |
| 2021 | “Time to Go Back”                  | 倒流           | The Dance of the Storm OST          |                            |

### Outras aparições
| Ano  | Título Inglês         | Título Chinês | Notas/Ref.                                                    |
| ---- | --------------------- | ------------- | ------------------------------------------------------------- |
| 2018 | "The Future Me"       | 未来已来      | Música-tema da Liga da Juventude Comunista da China           |
| 2019 | "My Motherland and I" | 我和我的祖国  | Projecto para o 70º aniversário da República Popular da China |
| 2020 | "Ordinary and Great"  | 平凡与伟大    | Canção de apoio à COVID-19                                    |

## Filmografia

### Filmes
| Ano  | Título Inglês    | Título Chinês | Papel  | Notas/Ref.     |
| ---- | ---------------- | ------------- | ------ | -------------- |
| 2015 | Mo Tian Jie      | 魔天劫        | Jialan | Curta-metragem |
| 2015 | Love, At First   | 爱之初体验    |        | Cameo          |
| 2018 | Starlight        | 星梦之光      |        | Documentário   |
| 2018 | Forgetting Years | 忘年          |        | Curta-metragem |
| 2021 | Catman           | 我爱喵星人    | Molly  | Papel de apoio |

### Séries de televisão
| Ano  | Título Inglês                   | Título Chinês  | Papel                  | Rede                  | Notas/Ref.            |
| ---- | ------------------------------- | -------------- | ---------------------- | --------------------- | --------------------- |
| 2015 | The Unexpected                  | 史料不及       | Housekeeper's daughter | Mango TV              | Cameo                 |
| 2016 | Novoland: The Castle in the Sky | 九州·天空城    | Xue Feishuang          | Jiangsu TV            | [ 60 ]                |
| 2017 | Detective Samoyeds              | 热血长安       | Shang Guan Zisu        | Youku                 | [ 61 ]                |
| 2017 | Xuan-Yuan Sword: Han Cloud      | 轩辕剑之汉之云 | Lan Yin                | Dragon TV             | Participação especial |
| 2018 | Legend of Yunxi                 | 芸汐传         | Han Yunxi              | IQIYI                 | [ 63 ]                |
| 2018 | Mr. Swimmer                     | 游泳先生       | Song Chacha            | Mango TV              | [ 64 ] [ 65 ]         |
| 2019 | A Lenda da Cobra Branca         | 新白娘子传奇   | Bai Suzhen             | IQIYI                 | [ 66 ]                |
| 2019 | Please Give Me a Pair of Wings  | 请赐我一双翅膀 | Lin Jiuge              | IQIYI, Tencent, Youku | [ 67 ]                |
| 2020 | In a Class of Her Own           | 漂亮书生       | Xue Wenxi              | IQIYI                 | [ 68 ] [ 69 ]         |
| 2020 | The Blooms at Ruyi Pavilion     | 如意芳霏       | Fu Rong                | IQIYI                 | [ 70 ]                |
| 2021 | Love Under the Full Moon        | 满月之下请相爱 | Lei Chuxia             | IQIYI                 | [ 71 ]                |
| 2021 | Rebirth For You                 | 嘉南传         | Jiang Baoning          | Tencent               | [ 72 ]                |

### Programas de variedades
| Ano  | Título            | Papel | Rede  | Notas  |
| ---- | ----------------- | ----- | ----- | ------ |
| 2018 | The Chinese Youth | Jure  | IQIYI | [ 73 ] |

## Atividades SNH48

### EPs
| Ano  | Nº | Título                  | Papel  | Notas                                                                  |
| ---- | -- | ----------------------- | ------ | ---------------------------------------------------------------------- |
| 2013 | 3  | Fortune Cookie of Love  | Lado B | Estreia com SNH48 Team NII                                             |
| 2014 | 4  | Heart Electric          | Lado B |                                                                        |
| 2014 | 5  | UZA                     | Lado A | Classificado em 4º lugar na Primeira Eleição Geral                     |
| 2015 | 6  | Give Me Five!           | Lado A |                                                                        |
| 2015 | 7  | After Rain              | Lado B |                                                                        |
| 2015 | 8  | Manatsu no Sounds Good! | Lado A |                                                                        |
| 2015 | 9  | Halloween Night         | Lado A | Classificado em 2º lugar na 2ª Eleição Geral                           |
| 2015 | 10 | New Year's Bell         | Lado A |                                                                        |
| 2016 | 11 | Engine of Youth         | Lado A | Primeiro EP original                                                   |
| 2016 | 12 | Dream Land              | Lado B | Segundo EP original                                                    |
| 2016 | 13 | Princess's Cloak        | Lado A | Classificado em 1º lugar no 3º Centro de Eleições Gerais               |
| 2017 | 16 | Summer Pirates          | Lado B | Cantou em "Limited season" como parte da equipe NII, pivô com Wan Lina |
| 2017 | 17 | Dawn in Naples          | Lado A | Classificado em 1º lugar na 4ª Eleição Geral                           |

### Álbuns
- Mae Shika Mukanee (2014)

#### Com o Rio Sena
- Sweet & Bitter (2015)

### Unidades

#### SNH48 Stage Units
| Stage nº.                              | Canção                           | Notas                     |
| -------------------------------------- | -------------------------------- | ------------------------- |
| Team NII 1st Stage "Theater no Megami" | Yokaze no Shiwaza 都是夜风惹的祸 | Canção solo               |
| Team NII 2nd Stage "Saka Agari"        | Mushi no Ballad 虫之诗           | Canção solo               |
| Team NII 3rd Stage "Mokugekisha"       | Enjou Rousen 燃烧的道路          | Com Feng Xinduo           |
| Team NII 4th Stage "Boku no Taiyou"    | Itoshisa no defense 爱到累了     | Com Feng Xinduo e Lu Ting |

#### Unidades de concerto
| Ano  | Data           | Nome                                       | Canção                                                                                                 | Notas                                                  |
| ---- | -------------- | ------------------------------------------ | --- | ------------------------------------------------------ |
| 2013 | 16 de Novembro | Guangzhou Concert                          | Yokaze no Shiwaza 都是夜风惹的祸                                                                       | Canção solo                                            |
| 2014 | 18 de Janeiro  | Kouhaku Utagassen 2014                     | Yokaze no Shiwaza 都是夜风惹的祸                                                                       | Canção solo                                            |
| 2014 | 26 de julho    | SNH48 Sousenkyo Concert in Shanghai        | Nakinagara Hohoende 流着泪微笑                                                                         | Com Xu Chenchen                                        |
| 2015 | 31 de Janeiro  | Request Hour Setlist Best 30               | Yokaze no Shiwaza 都是夜风惹的祸 Wagamama na Nagareboshi 任性的流星 Our Destiny in This World 缘尽世间 | Canção solo Com Zeng Yanfen Com Xu Jiaqi e Zhao Jiamin |
| 2015 | 25 de julho    | 2nd General Election Concert               | Mushi no Ballad 虫之诗                                                                                 | Com Qiu Xinyi e Zhao Jiamin                            |
| 2015 | 26 de Dezembro | Request Hour Setlist Best 30 (2nd Edition) | Higurashi no Koi 暮蝉之恋 Itoshisa no Accel 爱的加速器                                                 | Com Lin Siyi Canção solo                               |
| 2016 | 30 de julho    | 3rd General Election Concert               | Lay Down 女王殿下                                                                                      | Canção solo                                            |
| 2017 | 7 de Janeiro   | Request Hour Setlist Best 50 (3rd Edition) | Everyday 每一天 Oshibe to Meshibe to Yoru no Chouchou 夜蝶 Don't Touch                                 | Canção solo Com Lin Siyi Com Zeng Yanfen e Zhao Yue    |
| 2017 | 29 de julho    | 4th General Election Concert               | Everyday 每一天 Yes or No 等不到你                                                                     | Canção solo Canção solo                                |

## Prêmios e indicações
| Ano  | Prêmio                                                       | Categoria                      | Trabalho Indicado                                        | Result   | Ref.   |
| ---- | ------------------------------------------------------------ | ------------------------------ | -------------------------------------------------------- | -------- | ------ |
| 2016 | 10° Tencent Video Star Awards                                | Nova atriz de televisão do ano | —                                                        | Venceu   | [ 74 ] |
| 2016 | 2016 NetEase Attitude Award                                  | Novo Artista Mais Popular      | —                                                        | Venceu   | [ 75 ] |
| 2017 | 24° Premiação Musical dos Dez Melhores Chineses              | Melhor Artista Revelação       | —                                                        | Venceu   | [ 76 ] |
| 2017 | Chinese Communist Youth League                               | "Medalha de 4 de maio"         | —                                                        | Venceu   | [ 77 ] |
| 2017 | 11th Migu Music Awards                                       | As 10 melhores músicas do ano  | "Think of You"                                           | Venceu   | [ 78 ] |
| 2018 | Weibo Awards Ceremony                                        | Improved Artist of the Year    | —                                                        | Venceu   | [ 79 ] |
| 2018 | 25° Premiação Musical dos Dez Melhores Chineses              | Crossover Artist Award         | —                                                        | Venceu   | [ 80 ] |
| 2018 | Netease Noite de Música Tradicional                          | Prêmio para nova cantora       | —                                                        | Venceu   | [ 81 ] |
| 2018 | 7° iQiyi All-Star Carnaval                                   | Prêmio Artista Promissor       | —                                                        | Venceu   | [ 82 ] |
| 2019 | Prêmio Festival da Televisão China e Canadá                  | Melhor Atriz (Websérie)        | Legend of Yunxi                                          | Venceu   | [ 83 ] |
| 2019 | 26° Premiação Musical dos Dez Melhores Chineses              | Prêmio de Cantora Tendência    | —                                                        | Venceu   | [ 84 ] |
| 2019 | Golden Bud - O Quarto Festival de Cinema e Televisão da Rede | Melhor Atriz                   | A Lenda do Mestre Chinês, Please Give Me a Pair of Wings | Indicado | [ 85 ] |
| 2019 | 8° iQiyi All-Star Carnaval                                   | Artista Revelação Feminina     | —                                                        | Venceu   | [ 86 ] |
| 2020 | 27º Premiação Musical dos Dez Melhores Chineses              | Melhor interpretação de palco  | "Love Emergency Report"                                  | Venceu   | [ 87 ] |
| 2020 | 27º Premiação Musical dos Dez Melhores Chineses              | Melhor Artista Revelação       | —                                                        | Venceu   | [ 87 ] |
| 2020 | 7ª Cerimônia de Premiação dos Atores da China                | Melhor Atriz (Websérie)        | —                                                        | Pendente | [ 88 ] |